# Toni Bertorelli
Toni Bertorelli (ur. 18 marca 1948 w Barge, zm. 26 maja 2017 w Rzymie) – włoski aktor. Zagrał w filmie Mela Gibsona Pasja (2004).

## Wybrana filmografia
- 2008: Pinokio – opowieść o chłopcu z drewna – Lis
- 2007: Wojna i pokój – Wasilij Kuragin
- 2005: Famiglia in giallo, Una
- 2005: De Gasperi, l'uomo della speranza – Don Sturzo
- 2005: Moglie cinese, La – Vito Pellegrino
- 2005: Karol. Człowiek, który został papieżem
- 2005: Romanzo criminale – La Voce
- 2004: Wielkie pytanie – on sam
- 2004: Fuga degli innocenti, La – Mortara
- 2004: Virginia, la monaca di Monza – Don Martino
- 2004: Renzo e Lucia – Padre Cristoforo
- 2004: Pasja – Annasz
- 2004: Pontormo – Priore San Lorenzo
- 2003: Sospetti 2
- 2003: Ora o mai più – ojciec Davida
- 2002: Guerra è finita, La – Antonio Cecchi
- 2002: Parole di mio padre, Le – ojciec Zeno
- 2002: Francesco – papież Innocenty III
- 2002: Czas religii – Conte Bulla